# Салтыковка (Татарстан)
Салтыковка — деревня в Менделеевском районе Республики Татарстан. Входит в состав Тихоновского сельского поселения.

## География
Находится в северо-восточной части Татарстана на расстоянии приблизительно 5 км на юг-юго-запад по прямой от районного центра города Менделеевск.

## История
Основана в 1781 году выходцами из села Тихие Горы (ныне в составе Менделеевска). В дореволюционных источниках также упоминается как починок Салтыковский, Сигаревка. До 1860-х гг. жители относились к категории государственных крестьян (бывших экономических). Основные занятия жителей в этот период – земледелие и скотоводство, был распространен промысел по плетению корзин.
По сведениям 1879 г., в деревне имелся хлебозапасный магазин.

## Административная принадлежность
До 1921 г. деревня входила в Кураковскую волость Елабужского уезда Вятской губернии. С 1921 г. в составе Елабужского, с 1928 г. – Челнинского кантонов ТАССР. С 10 августа 1930 г. – в Елабужском, с 10 февраля 1935 г. – в Бондюжском, с 1 февраля 1963 г. – в Елабужском, с 15 августа 1985 г. в Менделеевском районах.
Ныне входит в состав Тихоновского сельского поселения.

## Население
Число жителей в 1795 году — 28 душ мужского пола, в 1836—109 жителей, в 1859—123, в 1887—155, в 1905—150, в 1920—183, в 1926—197, в 1938—172, в 1949—160, в 1958—119, в 1970 — 31, в 1979 — 18, в 1989 — 8. Постоянное население составляло 12 человека (русские 67 %) в 2002 году, 3 в 2010, в 2017 — 6 жителей (русские - 66,4%, татары - 16,6%). 

## Образование и культура
В 1930-е гг. в деревне функционировали начальная школа, клуб, ясли.